# Zittard (Noord-Brabant)
Zittard is een gehucht in het westen van de Nederlandse gemeente Veldhoven.
Het gehucht ligt aan een gelijknamige straat en bestaat voornamelijk uit boerderijen.

## Etymologie
De schrijfwijze Sittert is vermeld in een Oerlese oorkonde uit 1348.
De naam Zittard heeft dezelfde oorsprong als de naam van het Limburgse Sittard duidend op een gebied met weilanden of een plaats met een stal voor rundvee en schapen.

## Geschiedenis
Van de periode vóór de Middeleeuwen zijn in Zittard weinig sporen gevonden. Wel werd hier in 1969 en 1970 Romeins aardewerk aangetroffen.
In de Middeleeuwen lag Zittard aan de handelsroute  Antwerpschewech die  vanaf Antwerpen via onder andere Eersel en Eindhoven naar Keulen liep.
Vermoedelijk volgt de huidige Antwerpsebaan een deel van deze voormalige handelsroute.
Enkele Zittardse boerderijen worden in middeleeuwse geschriften genoemd. Een van die boerderijen was belastingplichtig aan de abdij van Echternach.
De oudst vermelde eigenaar van deze boerderij was ene Marcelis van Sittart, die leefde aan het begin van de vijftiende eeuw. De boerderij bleef bestaan tot aan het begin van de negentiende eeuw.
Van 1 januari 1811 tot 1 mei 1921 behoorde Zittard tot de voormalige gemeente Oerle.
Bij een volkstelling in 1889 werden in Zittard zeven huizen geteld. Ook aan het begin van de eenentwintigste eeuw heeft het gehucht nog altijd een agrarisch karakter.

## Geografie

### Topografie
Zittard ligt twee kilometer ten zuiden van het dorp Oerle en twee kilometer ten westen van de woonwijk Veldhoven Dorp.
Het gehucht ligt aan een gelijknamige straat, die het gehucht Zandoerle met de buurtschap Schoot verbindt.
Ten zuidwesten van Zittard stroomt het beekje de Poelenloop.

### Natuur en landschap
Ten westen van Zittard ligt het bosgebied de Molenvelden, genoemd naar een windmolen die zich hier van 1360 tot 1914 bevond.
In het noorden liggen de Zandoerlese Bossen. Kenmerkend voor deze bossen zijn de talloze houtwallen, welke in de late Middeleeuwen als afscheiding dienden tussen akkers.
Het agrarische gebied ten oosten van Zittard, de Zonderwijkse Akkers, zal in de toekomst plaatsmaken voor de nieuwe woonwijk Zilverackers.
Dit nieuwbouwplan omvat naast het bouwen van circa 2700 woningen ook het aanleggen van natuur in het beekdal van de Poelenloop.

## Cultuur

### Volksverhalen
Bij Zittard bevindt zich een ondiepe kuil, genaamd de Klokkuil. Deze kuil is het onderwerp van een oude sage.
Het verhaal gaat dat in de Franse tijd de torenklok van Steensel door soldaten werd weggeroofd, om er kanonnen van te gieten.
De kar waarop de klok zich bevond was echter niet bestand tegen het gewicht en bij Zittard brak de as.
De klok rolde van de kar en zonk een beetje weg in het zand. De soldaten probeerden de klok uit te graven, maar deze zonk steeds verder.
Uiteindelijk verdween de klok onder het zand, maar door al het gegraaf van de soldaten was er ook een kuil ontstaan: de Klokkuil.
De sage vertelt dat een ieder die op Kerstnacht bij de kuil gaat luisteren, de klok zal horen luiden.
Hoofdplaats: Veldhoven

Buurtschappen: Berkt · Halfmijl · Heers · Hoogeind · Scherpenering · Schoot · Toterfout · Vliet · Zandoerle · Zittard

Voormalige gemeenten: Oerle · Veldhoven en Meerveldhoven · Zeelst

Noord-Brabant: Steden en dorpen      Nederland: Provincies · Gemeenten